# Agathe de Rambaud
Agathe de Rambaud, nacida como Agathe Rosalie Mottet (Versalles, 10 de diciembre de 1763-Aramon, 19 de octubre de 1853), fue la niñera de los Príncipes de Francia, destinada al cuidado de la persona del Delfín de Francia desde 1785 hasta 1792.

## Antes de la Revolución

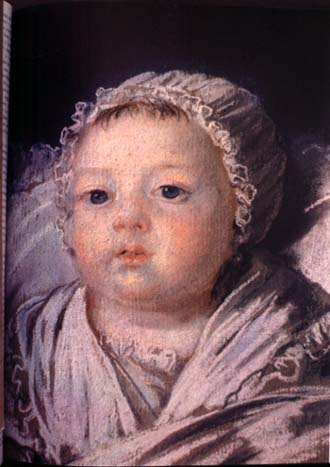
Luis Carlos, Duque de Normandía, Delfín de Francia y heredero de la Corona al morir su hermano Luis José Javier Francisco en 1789, Luis XVII después de la muerte de su padre.

Agathe Mottet era hija de Louis Melchior Mottet, Comisario general responsable de las colonias, y de Jeanne Agathe Le Proux de La Rivière, hija a su vez de un Comisario primero de la marina. Su padre era hijo del barón Nicolas Louis Mottet de La Motte, oficial en la montería del rey y Agathe era sobrina del barón Benoît Mottet de La Fontaine, Comisario ordenador de los Establecimientos franceses de la India, gobernador de Pondicherry.
Se le da algunas veces a Agathe de Rambaud, nacida Mottet, el título de condesa de Ribécourt que es entonces usado como título de cortesía.
Agathe Mottet se casa con André de Rambaud, cuyo padre pertenece a la alta burguesía de Marsella, capitán y caballero de la Orden real y militar de San Luis, el siete de marzo de 1785, en la iglesia San Luis de Versalles.

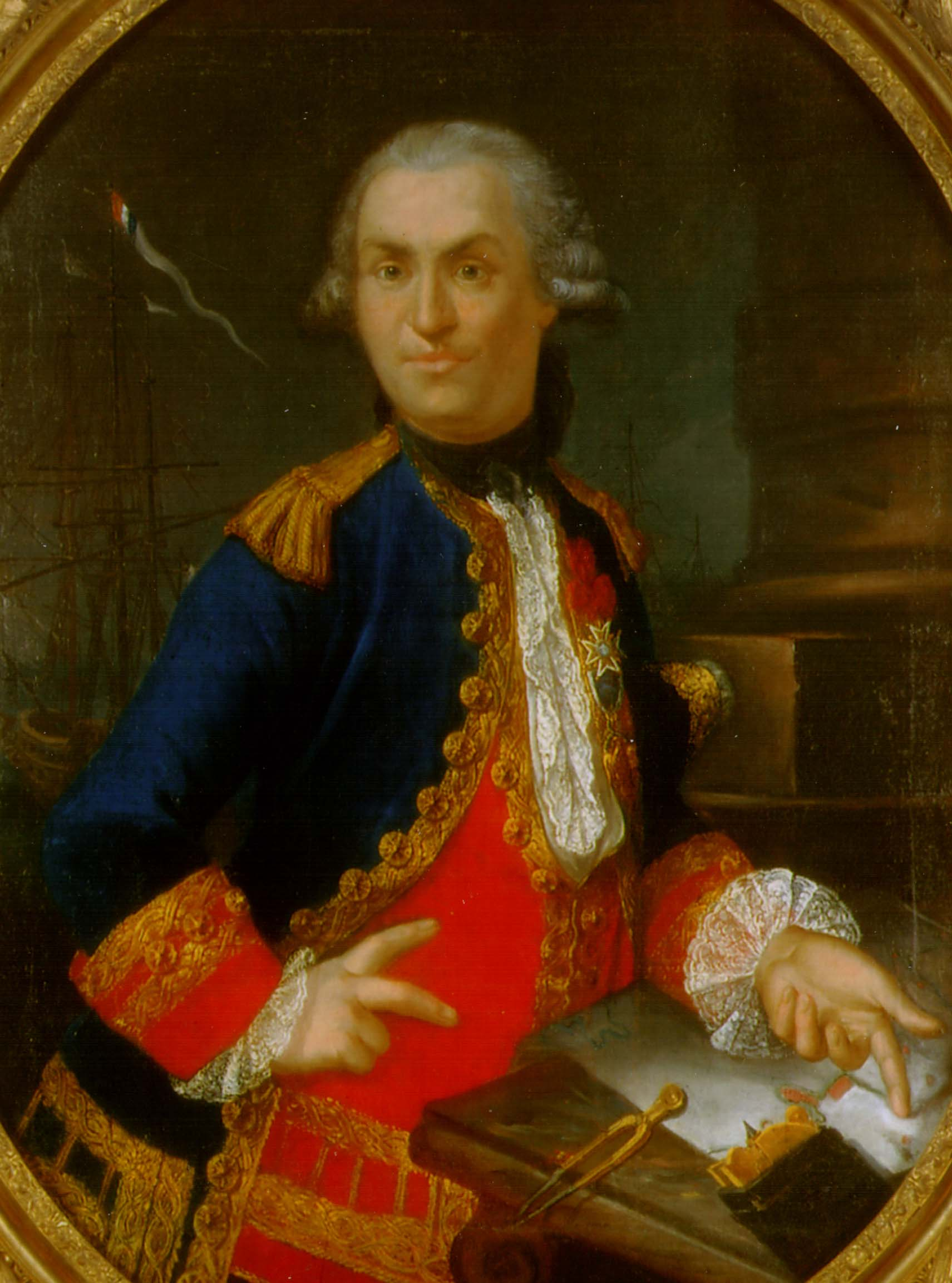
Georges René Pléville Le Pelley.

Los testigos del casamiento fueron el almirante Pierre André de Suffren de Saint Tropez y el futuro almirante Louis Thomas Villaret de Joyeuse. Por su matrimonio pasó a ser cuñada de Georges René Pléville Le Pelley, futuro almirante y ministro de la Marina francesa y de las Colonias del Directorio.
Auguste de Rambaud, su primer hijo, nació el 11 de enero de 1786 y fue bautizado al día siguiente en la parroquia de San Luis de Versalles. El padrino fue su tío, Georges René Pléville Le Pelley, capitán de las naves del rey Luis XVI.
Cuando nació Madeleine Célinie de Rambaud, el 29 de julio de 1787 en Versalles, su padre no se encontraba presente, pues había sido designado comandante de tres pequeños fuertes y gobernador del reino de Galam, por la compañía de Senegal.
Agathe de Rambaud fue elegida por la reina para ser la niñera del duque de Normandía, nacido en 1785. A la muerte de su hermano mayor Luis José Javier Francisco en 1789, se convirtió en Delfín de Francia y heredero de la corona. 
Su marido, André de Rambaud, murió en 1789 en el fuerte San José de Galam, situado a 500 km de las costas de Senegal.
Alain Decaux escribió: «La sra. de Rambaud era oficialmente responsable del cuidado de Delfín de Francia, desde el día de su nacimiento hasta 1792, es decir, durante siete años. Durante estos siete años, no lo dejó, lo meció, se ocupó de él, lo vistió, lo confortó, lo tronó. Diez veces, cien veces más que María Antonieta, fue para él, una verdadera madre».

## De la Revolución al Primer Imperio

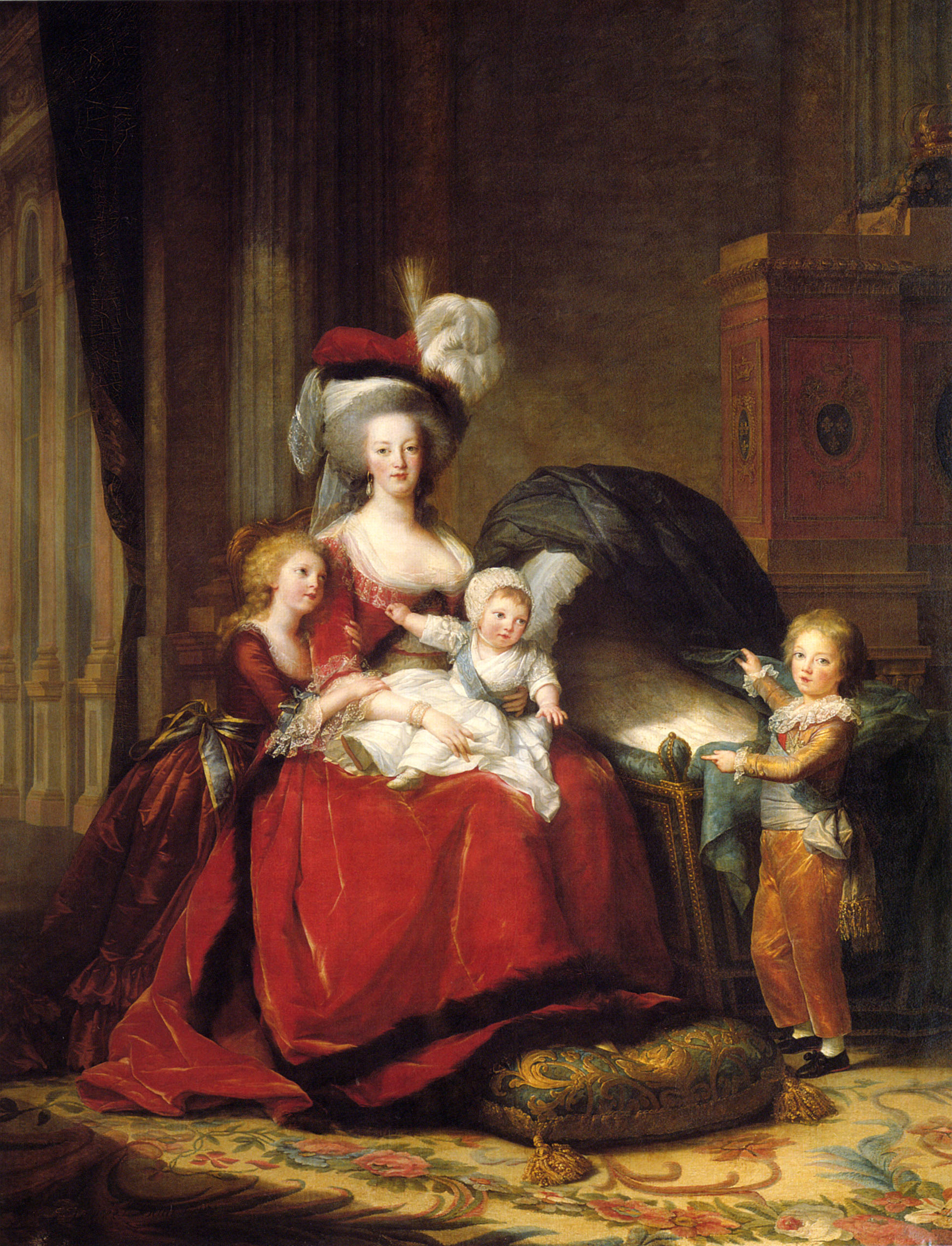
Marie Antoinette y sus hijos.

El 10 de agosto de 1792, Agathe de Rambaud huyó del palacio Palacio de las Tullerías con Jean-Baptiste Cléry, quién habla detenidamente de ella en su Diario de lo que ocurrió en la Torre del Temple durante el cautiverio de Louis XVI. Encarcelados al sur de París, evitaron por poco la cárcel de la Abadía.
A partir de los primeros días del encarcelamiento de la familia real, la Sra. de Rambaud pide en vano servir en la Prisión del Temple, al Delfín de Francia, Luis Carlos y sus padres.
Agathe de Rambaud no emigró, pero tuvo que esconderse a causa de sus antiguas funciones, como lo hicieron también algunos miembros de su parentela. Después de la caída de Maximilien Robespierre que estaban prendados de nuevas ideas y masones, sirvieron con celo al Directorio, el Consulat y el Primer Imperio. Volvió a ser la pariente de varios ministros, del alcalde de Toulouse, del científico Philippe-Isidore Picot de Lapeyrouse, y de generales. Georges René Pléville Le Pelley, el ministro y cuñado de la Sra. de Rambaud obtuvo un puesto para el padre de ella sin ingresos desde 1792.

## La Restauración Francesa

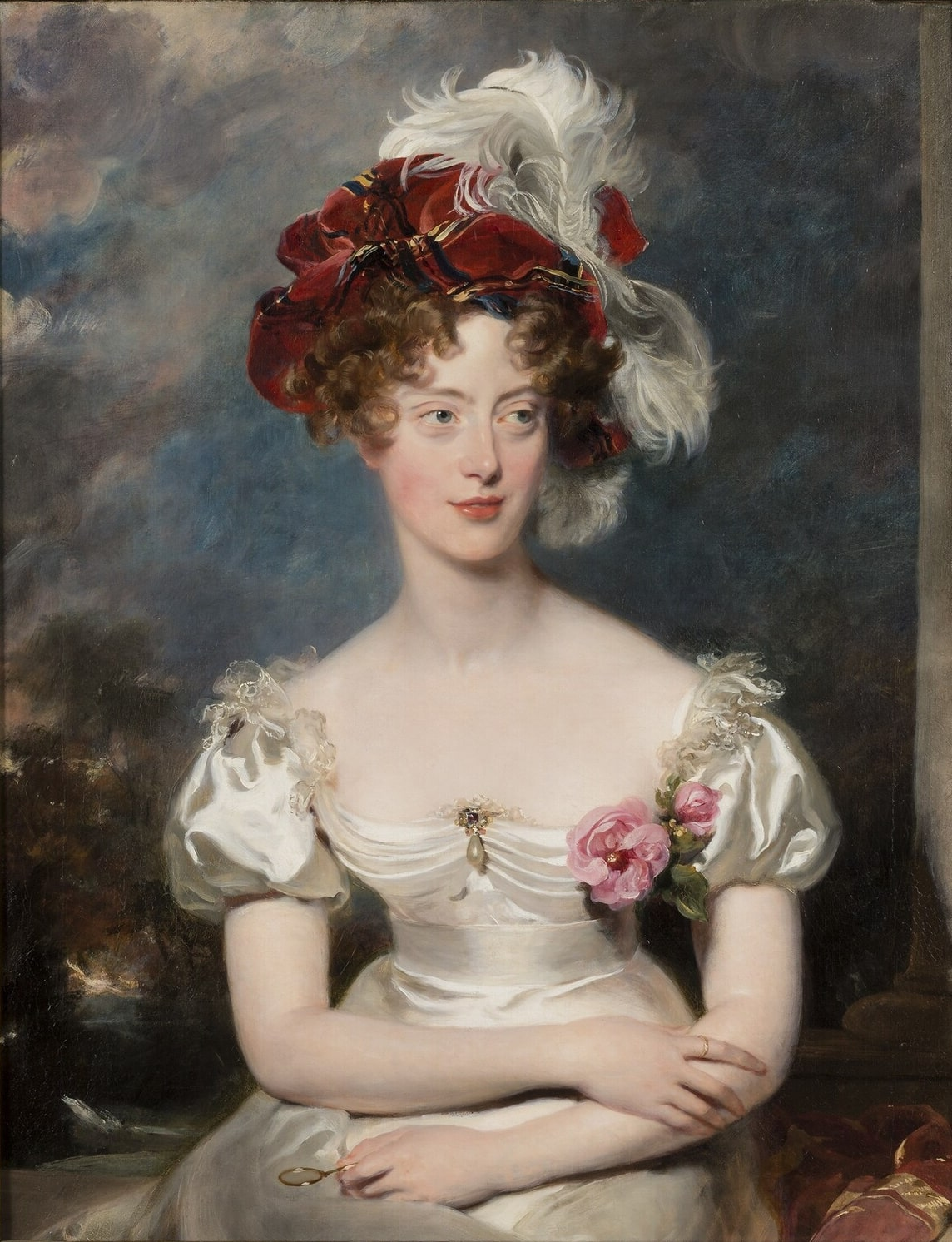
Carolina Fernanda de Borbón-Dos Sicilias (1798–1870) con quien se entrevistó a Montfort-L'Amaury recibió también en Londres a su prima hermana, mujer de Enrique Russell.

Auguste, su hijo, dimitió de la administración de Napoleón Bonaparte y se unió a las tropas aliadas, y después al rey Luis XVIII, en Compiègne el 29 de marzo de 1814. La familia se concertó al nuevo régimen. 
Sin embargo, las ilusiones desaparecieron rápidamente. Agathe solo cobró una pensión de 1000 francos del rey, a partir del 6 de septiembre de 1815, como antigua destinada a la persona del Delfín de Francia. Su hijo, Auguste de Rambaud, Comisario de las guerras en Gante, estuvo puesto en media paga.
Agathe de Rambaud vio de nuevo a Montfort-l'Amaury, María Teresa de Francia, Carolina Fernanda de Borbón-Dos Sicilias, y Luisa Isabel de Croy, en casa del tío de su nuera, el general-conde Luis Groult des Rivières, antiguo capitán-coronel de la compañía de guardias suizos del futuro rey Charles X. 
Cuando Luis XVIII murió, Agathe de Rambaud fue recibida en la corte más regularmente. Su nieta se acordará de ver a su abuela discutir con María Teresa de Francia, en el paso de rey de Nápoles, en 1827, en el castillo, donde Carlos X, colocando su mano sobre nuestras cabezas, a cada uno nos preguntaba nuestra edad, hablaba unos momentos con nuestra abuela y se enteraba de lo que le interesaba.
La Sra. de Rambaud frecuentó la buena sociedad parisina, tanto los amigos del duque Sosthène de La Rochefoucauld, que escribirá:  La Sra. de Rambaud fue una mujer muy honesta, que los del conde Charles d'Hozier, o bien aún de Philippe Louis Marc Antoine de Noailles, príncipe de Poix.

## La Monarquía de Julio

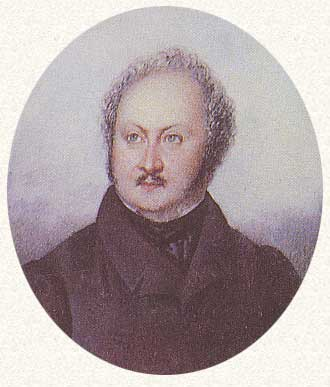
Karl Wilhelm Naundorff vivió en casa de Agathe de Rambaud durante más de un año. Recibió por lo tanto en su salón a cientos de personas, cuyo antiguo Ministro Etienne de Joly, que se convierten generalmente en partidarios de Luis XVII.

Las Tres gloriosas no tienen ninguna consecuencia negativa en la vida de Agathe de Rambaud.
Ella parece ser una de las raras pensionistas de la antigua lista civil que fue considerada como digna de recibir, como antigua camarera del delfín, hijo de Luis XVI, una pensión de 1000 francs.
Su nuera se hace asignar por el nuevo rey una pensión de 600 francs, como hija de antiguos servidores de la casa de los Infantes del rey. Su hijo, Comisario de las guerras, luego media paga, constatando a Vendôme que su futuro en el ejército era inexistente, prefirió ir a India, y luego en México dónde murió en 1834.
Como la esposa de este último, Thérèse Gaudelet de Armenonville se casó de nuevo con el conde Amédée de Allonville, Agathe de Rambaud tuvo que criar sus nietos, Ernest de Rambaud, futuro polytécnico, y Ernestine.
En esta época, un hombre resurgió en su vida que pretendió ser Luis XVII adulto. Durante más de un año, fue a vivir a su casa y ella lo cuestionó y mencionó antiguos recuerdos, y constató también marcas sobre su cuerpo idénticas a aquellas que había notado a petición de María Antonieta sobre el cuerpo del Delfín de Francia.
Agathe de Rambaud condujo casi hasta su muerte un largo combate para defender los derechos de Karl Wilhelm Naundorff. Su piso fue requisado por policías que tomaron además cientos de documentos pertenecientes al príncipe, archivos familiares e incluso, regalos de la familia real.

## El fin de su vida

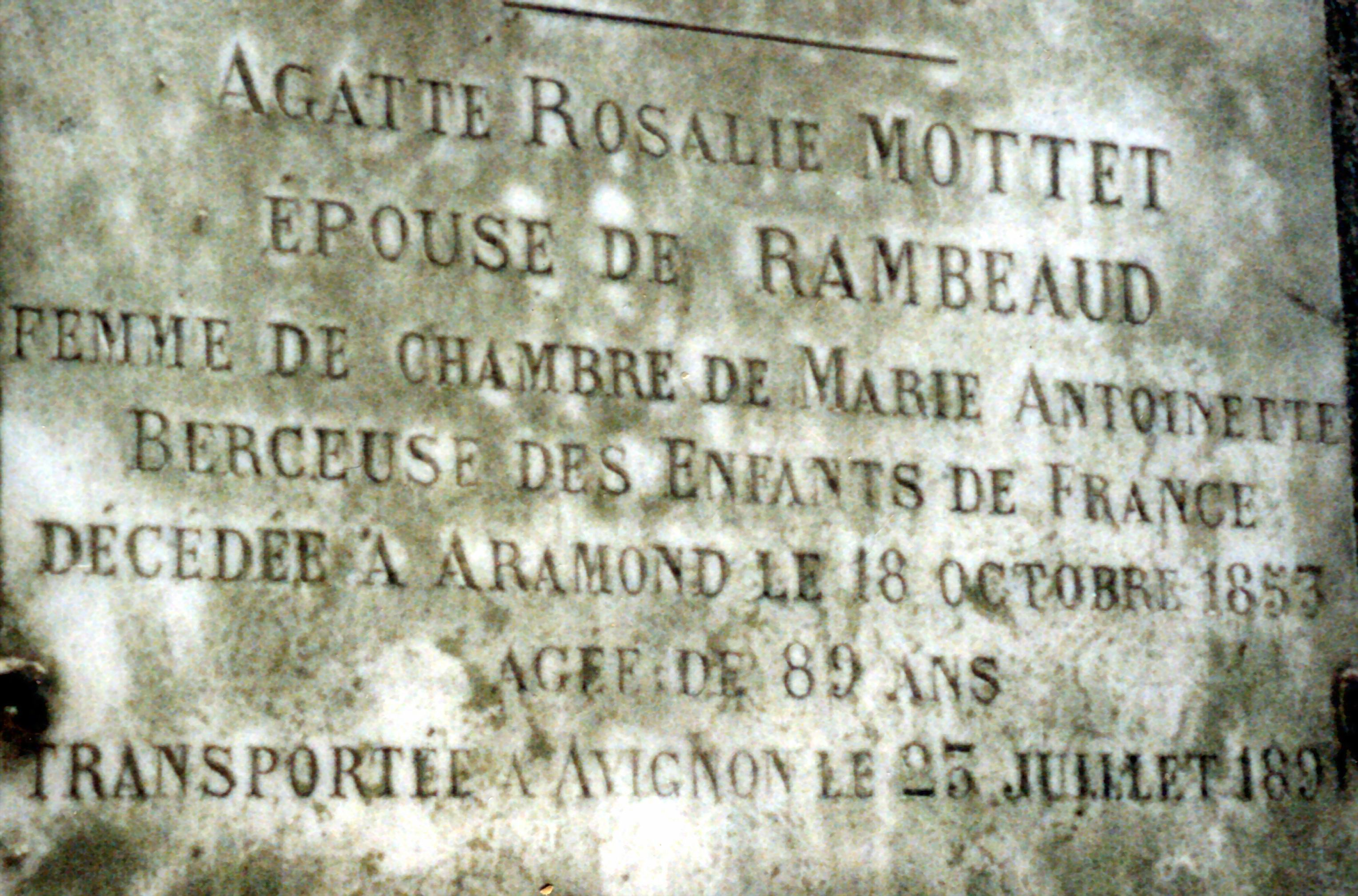
Una de las tumbas famosas del cementerio de Saint-Véran de Aviñón.

Agathe de Rambaud murió muchos años después en Aramon. Vivía desde hacía años en casa del marido de su nieta, en la calle Banasterie de Aviñón, a los pies del Palacio de los Papas. 
Fue enterrada primero en Aramon, luego fue trasladada al nuevo panteón familiar en el cementerio Saint-Véran de Aviñón. Una calle de esta ciudad lleva su nombre de señorita: Agathe-Rosalie Mottet.
Muchos años después de la muerte de la Sra. de Rambaud, mientras que cientos de libros y revistas hablarán de ella, su panteón será una de las tumbas famosas del cementerio de Saint-Véran de Aviñón y un cuidador se encargará de su mantenimiento. Una pequeña aviñonesa ignorando visiblemente la historia tan cautivante de esta Agathe, quedará fascinada por ella, le gustará leer y releer el epitafio. Un día contará todo eso en sus memorias: Oui je crois, de Mireille Mathieu.